# سرهم‌بندی مشکلات
سرهم‌بندی مشکلات (انگلیسی: Tinkering with Trouble) یک فیلم کمدی صامت کوتاه به کارگردانی هال روچ است که در سال ۱۹۱۵ منتشر شد. از بازیگران این فیلم می‌توان به هارولد لوید، اسناب پالرد و ببه دنیلز اشاره کرد.